# Intercambio modal
El intercambio modal es una técnica musical, que se utiliza para la ampliación de una determinada tonalidad, en la que se trata de usar temporalmente acordes de otros modos paralelos al original, dentro del mismo centro tonal.

## Origen y evolución
Dentro del denominado período musical de la práctica común (1600-1900), los modos eclesiásticos, un legado de la música pre-tonal, se encuentran casi exclusivamente como una variante del sistema mayor-menor, con diferentes efectos armónicos en su aplicación. En ese sentido, las escalas modales eran empleadas para reflejar alguna sonoridad arcaica y en algunos casos para expandir las posibilidades armónicas.
Pero es indudable que hacia finales del siglo XIX, se produce un creciente uso de la armonía modal, debido también al empleo de estas sonoridades en la música folklórica de diferentes países, que ha tenido gran influencia en los llamados compositores nacionalistas, sobre todo en los rusos (Mussorsgky, Balakiev, Rimski-Kórsakov, etc.). La música francesa de fines del siglo XIX (Ravel, Debussy, Saint-Saëns) también se caracteriza por un fuerte uso de armonías modales, paralelas y del empleo de escalas simétricas.
Por otro lado, la fluctuación entre los modos mayor y menor fue siempre frecuente entre las composiciones desde el inicio del período tonal. Ambas tonalidades no son tan diferentes en la práctica como sus respectivas escalas parecen indicar. Es normal además que, como parte de la evolución de la música, el desarrollo de la tonalidad se ampliara con el empleo de acordes diferentes a los siete generados por la propia escala o el uso de los dominantes secundarios. Todo esto se produce dentro de un mismo marco o tonalidad, originando una pequeña desviación armónica, pero dentro del mismo centro tonal.
Indudablemente con el tiempo y el empleo cada vez más profuso - como ya se ha mencionado - de las escalas modales, la mayor interacción entre los modos mayor y menor se vio reflejada en un uso cada vez mayor de estos acordes prestados.
El cambio de modo se percibe realmente cuando el acorde de tónica es el que cambia. Sin embargo si se emplean los demás grados de la tonalidad opuesta, la sensación es solo temporal. Por ejemplo el IV grado menor, dentro de la tonalidad mayor es una progresión muy frecuente en la práctica común. Los acordes de sexta napolitana pertenecen al mismo ámbito de intercambio.
Con el surgir del jazz y otras músicas que fusionaron estilos afroamericanos con europeos, y de la mano de compositores del siglo XX como Bartok, Schönberg, Gershwin, Gil Evans, Miles Davis, entre otros, el Intercambio Modal se afianza como técnica y entra en los libros, sistematizando el uso de un solo modo dentro de un sencillo esquema armónico repetitivo.

## Características

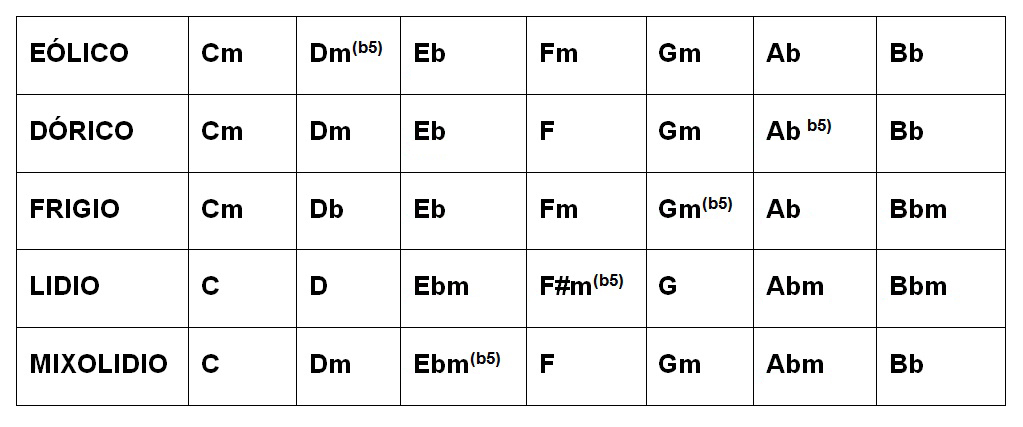
(fig. 2) Acordes usuales de Intercambio Modal con centro en C (do)

Los modos paralelos son la explicación actual para entender este concepto. Esto significa poder desplegar los siete modos eclesiásticos con el mismo centro o tónica (fig. 1). De allí encontramos los acordes más usuales, surgidos de estas escalas (fig. 2).

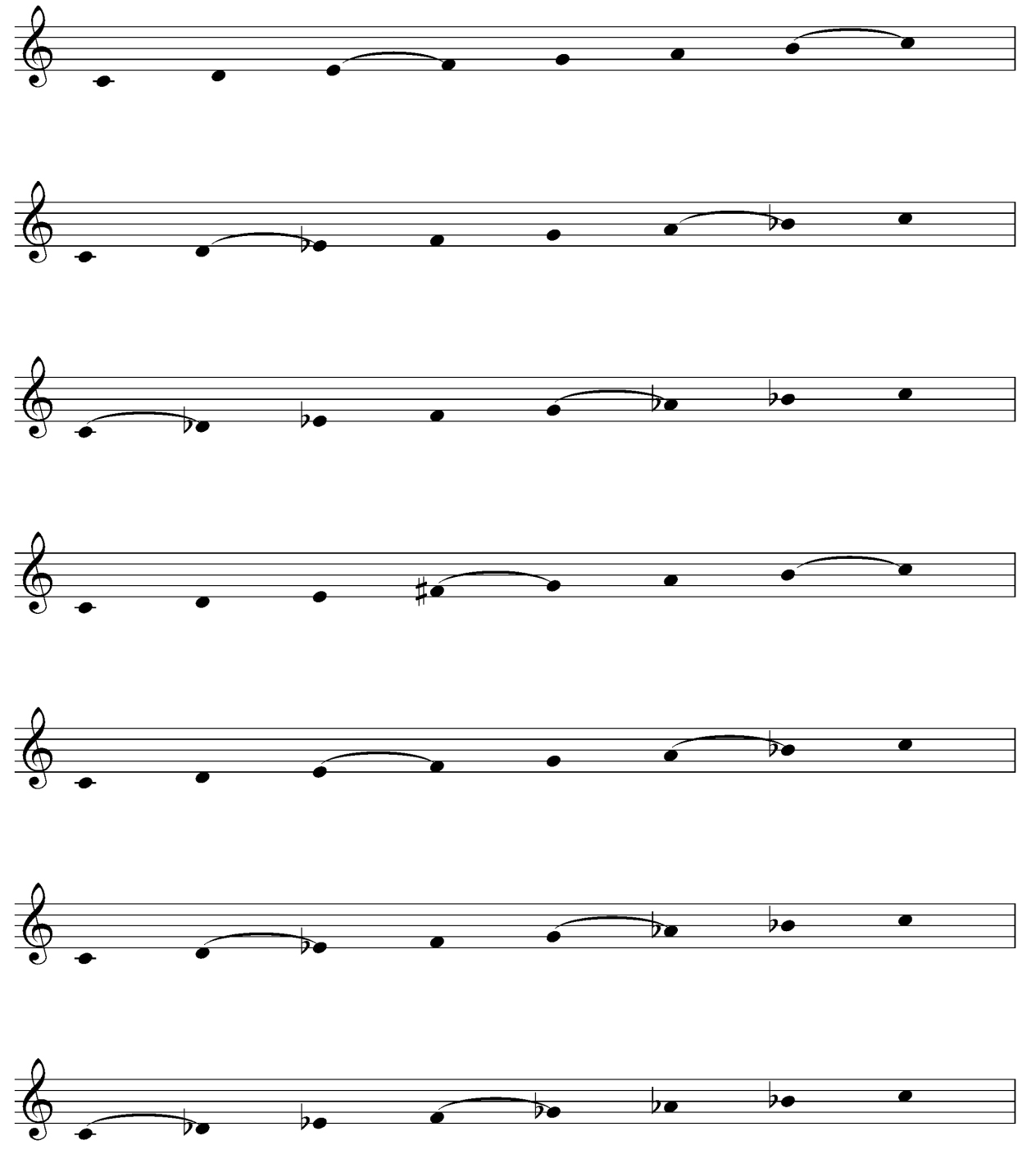
(fig.1) Modos paralelos en C (do)

La Tonalidad Menor, elaborada con las necesarias escalas artificiales armónica y melódica, nunca ha abandonado la sonoridad modal eólica, al seguir empleando sus acordes dentro del mismo entramado tonal. Posteriormente, la evolución de la armonía permitió utilizar los demás acordes modales derivados de los otros modos menores (eólico, frigio, dórico) dentro de la Tonalidad Menor.
Dentro de la Tonalidad Mayor, los acordes que surgen del modo eólico (la escala menor relativa) han sido los grados modales más empleados en este tipo de intercambio. La mayoría de estos acordes tienen una fuerte relación con el área de la subdominante menor, ya que contienen la sexta menor de la escala (menor), sonido que representa esa región y que de esa manera acentúa y amplía la región de la subdominante. Esto además contrasta radicalmente con el área de la dominante (y dominantes secundarias) que implica un afianzamiento más tradicional de la tonalidad.
De la misma manera, esta técnica nos permite trasladar este paralelismo a todos los modos y a sus acordes, dentro de la tonalidad mayor. Es fundamental entender para ello que esta técnica - para que sea considerada como tal - funciona dentro de una misma tonalidad, con lo que es preciso que estos acordes de intercambio no desvirtúen el centro tonal establecido, de manera tal que pueda confundirse con una modulación, o con otra armonía modal, polimodal o politonal. Esto quiere decir que las notas de la escala, que estos acordes modifican, deben entenderse como pequeñas alteraciones que luego se resuelven dentro de la tonalidad original.
En un nivel más desarrollado de Intercambio, podemos derivar otros acordes de las demás escalas menores (armónica y melódica), y de las escalas simétricas. El riesgo es seguir manteniéndose en la misma Tonalidad, y que estos acordes de intercambio enriquezcan pero no la desvirtúen, teniendo en cuenta además que muchos de estos acordes surgidos tendrán una doble interpretación.

## En las fronteras de la tonalidad
El empleo de los acordes de intercambio enriquecen una tonalidad, pero si queremos mantenernos en ella no podemos abusar de ellos, ya que no harán más que darle otro sentido a la composición - ni bueno, ni malo -, alejando el sentimiento tonal, formal y armónico del centro gravitacional establecido.
Por otro lado, no se debe confundir los acordes de Intercambio modal con otros acordes usuales que se usan para ampliar la tonalidad, como son los Dominantes Secundarios o los Dominantes Sustitutos, derivados estos últimos de los acordes de sexta aumentada.
Ya fuera del contexto tonal, la mezcla de modos es también posible, pudiendo combinar cualquier acorde de cualquier modo, con cualquier otro acorde, para obtener así una más amplia variedad armónica. Partiendo así de la Armonía Modal, la combinación de varios modos da como resultado es una textura de acordes con diferentes colores, en donde la funcionalidad es difícil - e innecesario - de determinar, y la frontera de la tonalidad ya ha sido traspasada.